# Григор Жотев
Григор Борисов Жотев е български офицер, генерал-майор.

## Биография
Роден е на 18 септември 1929 г. в софийското село Понор. Учи в VII-ма мъжка гимназия в София. След това учи в Народната школа за запасни офицери „Христо Ботев“. Завършва „железопътно строителство“ във Военнотехническата академия, както и академичен курс във Военната академия „Тил и транспорт“ в Санкт Петербург. От 1987 г. е доцент. От 1955 г. е в Транспортния техникум на длъжност „командир на батальон“, но три години по-късно напуска, защото длъжността е съкратена. През 1962 г. става заместник-директор на Полувисшия железопътен институт след неговото военизиране, а от 1970 до 1989 г. е негов началник. От 20 септември 1989 (Заповед №063) до 1992 г. е заместник-началник на Войските на министерството на транспорта по Висшите учебни заведения и специална подготовка. От 1972 г. е генерал-майор. Преподава дисциплините „Военна история и история на военното изкуство“ и „История и география на железниците“. Излиза в запаса през 1992 г. Носител на званията „Заслужил деятел на образованието“ (Указ № 1590/1984 г.) и „Почетен железничар“.
Починал на 7 юни 2002 г.